# São Miguel do Fidalgo
São Miguel do Fidalgo este un oraș în Piauí (PI), Brazilia.